# Рашанац
Рашанац је насеље у Србији у општини Петровац на Млави у Браничевском округу. Према попису из 2022. било је 450 становника.
Према последњем попису становништва, домаћинстава и станова у републици Србији 2011. године, насеље Рашанац има 1022 становника од којих је 658 присутно у месту становања и 364 у иностранству.
Насеље Рашанац према последњем попису становништва, домаћинстава и станова у републици Србији 2011. године има 268 домаћинстава.

## Демографија
У насељу Рашанац живи 682 пунолетна становника, а просечна старост становништва износи 47,3 година (45,6 код мушкараца и 48,8 код жена). У насељу има 283 домаћинства, а просечан број чланова по домаћинству је 2,88.
Становништво у овом насељу веома је нехомогено.
|  |

| Демографија | Демографија | Демографија |
| Година      | Становника  | Становника  |
| ----------- | ----------- | ----------- |
| 1948.       | 1.616       |             |
| 1953.       | 1.600       |             |
| 1961.       | 1.688       |             |
| 1971.       | 1.518       |             |
| 1981.       | 1.437       |             |
| 1991.       | 1.264       | 963         |
| 2002.       | 815         | 1.194       |
| 2011.       | 661         |             |

| Етнички састав према попису из 2002.‍ | Етнички састав према попису из 2002.‍ | Етнички састав према попису из 2002.‍ | Етнички састав према попису из 2002.‍ | Етнички састав према попису из 2002.‍ |
| ------------------------------------ | ------------------------------------ | ------------------------------------ | ------------------------------------ | ------------------------------------ |
|                                      |                                      |                                      |                                      |                                      |
| Срби                                 | Срби                                 |                                      | 497                                  | 60,98%                               |
| Власи                                | Власи                                |                                      | 247                                  | 30,30%                               |
| Румуни                               | Румуни                               |                                      | 8                                    | 0,98%                                |
| Македонци                            | Македонци                            |                                      | 3                                    | 0,36%                                |
| Црногорци                            | Црногорци                            |                                      | 2                                    | 0,24%                                |
| Југословени                          | Југословени                          |                                      | 1                                    | 0,12%                                |
| непознато                            | непознато                            |                                      | 27                                   | 3,31%                                |

| Година пописа     | 1948. | 1953. | 1961. | 1971. | 1981. | 1991. | 2002. |
| ----------------- | ----- | ----- | ----- | ----- | ----- | ----- | ----- |
| Број домаћинстава | 421   | 432   | 454   | 427   | 385   | 344   | 283   |

| Број чланова      | 1  | 2  | 3  | 4  | 5  | 6  | 7 | 8 | 9 | 10 и више | Просек |
| ----------------- | -- | -- | -- | -- | -- | -- | - | - | - | --------- | ------ |
| Број домаћинстава | 73 | 75 | 44 | 38 | 26 | 18 | 5 | 2 | 2 | 0         | 2,88   |

| Пол    | Укупно | Неожењен/Неудата | Ожењен/Удата | Удовац/Удовица | Разведен/Разведена | Непознато |
| ------ | ------ | ---------------- | ------------ | -------------- | ------------------ | --------- |
| Мушки  | 339    | 77               | 229          | 23             | 10                 | 0         |
| Женски | 375    | 48               | 215          | 101            | 11                 | 0         |
| УКУПНО | 714    | 125              | 444          | 124            | 21                 | 0         |

| Пол    | Укупно                    | Пољопривреда, лов и шумарство | Рибарство                            | Вађење руде и камена | Прерађивачка индустрија       |
| ------ | ------------------------- | ----------------------------- | ------------------------------------ | -------------------- | ----------------------------- |
| Мушки  | 202                       | 154                           | 0                                    | 1                    | 12                            |
| Женски | 111                       | 93                            | 0                                    | 0                    | 6                             |
| УКУПНО | 313                       | 247                           | 0                                    | 1                    | 18                            |
| Пол    | Производња и снабдевање   | Грађевинарство                | Трговина                             | Хотели и ресторани   | Саобраћај, складиштење и везе |
| Мушки  | 0                         | 4                             | 9                                    | 1                    | 6                             |
| Женски | 0                         | 1                             | 1                                    | 0                    | 1                             |
| УКУПНО | 0                         | 5                             | 10                                   | 1                    | 7                             |
| Пол    | Финансијско посредовање   | Некретнине                    | Државна управа и одбрана             | Образовање           | Здравствени и социјални рад   |
| Мушки  | 0                         | 0                             | 3                                    | 1                    | 2                             |
| Женски | 0                         | 1                             | 0                                    | 4                    | 2                             |
| УКУПНО | 0                         | 1                             | 3                                    | 5                    | 4                             |
| Пол    | Остале услужне активности | Приватна домаћинства          | Екстериторијалне организације и тела | Непознато            | Непознато                     |
| Мушки  | 1                         | 0                             | 0                                    | 8                    | 8                             |
| Женски | 2                         | 0                             | 0                                    | 0                    | 0                             |
| УКУПНО | 3                         | 0                             | 0                                    | 8                    | 8                             |